# Sistrans
Sistrans är en kommun i distriktet Innsbruck-Land i förbundslandet Tyrolen i Österrike. Kommunen har 2 288 invånare (2024). Den ligger 5 km sydost om Tyrolens huvudstad Innsbruck.